# Balkowe (Polohy)
Der ukrainische Ort Balkowe (ukrainisch Балкове, russisch Балково) geht auf das russlandmennonitische Dorf Fürstenwerder zurück.

## Fürstenwerder
Der Ort wurde 1821 von 30 flämischen Mennonitenfamilien gegründet. Vier Familien stammten aus der Kolonie Molotschna, die anderen Familien trafen 1816 bis 1819 aus Preußen ein. Das Dorf wurde am Ostufer des Begin-Tschokrak angelegt, die Hauptstraße verlief parallel zum Fluss. Der Name bezieht sich auf einen Ort in Preußen. 1848 hatte der Ort acht Bauernhäuser aus Backstein, und 22  Häuser aus luftgetrockneten Ziegeln 1869 bestanden 18 Vollwirtschaften, vier Halbwirtschaften und 52 Kleinwirtschaften, zwei Windmühlen und eine Ziegelei.  1915 wurde der Ort in Poworotnoje umbenannt, hießt danach wieder Fürstenwerder, und seit 1945 Balkowe. Die ehemalige Schule ist ein langgestreckter Bau in der Dorfmitte und ist heute als Wohnhaus genutzt.